# Shen Bao
Shen Bao, previamente escrito como Shun Pao o Shen-pao (Chino: 申報; Pinyin: Shēn Bào), conocido en inglés como Shanghai News, fue un periódico que fue publicado entre el 30 de abril de 1872 al 27 de mayo de 1949 en Shanghái, China. Su nombre es el apócope de Shenjiang Xinbao, Shenjiang siendo a su vez el apócope de Chunsheng jiang, el antiguo nombre del río Huangpu.

## Historia
Fue fundado en 1872, por Ernest Major (1841-1908), un hombre de negocios inglés, siendo Shen Bao uno de los primeros periódicos modernos en China. Cuando Major regresó en 1889 a Inglaterra, el periódico fue reorganizado bajo el nombre de Major Company Limited.
Major se diferenció de otros editores extranjeros de periódicos en dos aspectos principales. Primero, desde los comienzos, dejó claro que el periódico sería para lectores chinos, y por lo tanto enfatizaría noticias y temas de interés para los ciudadanos chinos, no para los extranjeros. Segundo, designó "compradores" (término utilizado en China para designar a administradores y agentes de negocio locales de empresas extranjeras) chinos a cargo de administrar el negocio y permitió que los editores chinos eligieran las noticias y escribieran los editoriales. Estas dos decisiones demostraron ser sumamente acertadas. Mientras que los compradores utilizaban su conocimiento y conexiones con la comunidad local para aumentar la circulación y atraer propaganda, ayudaban a mantener el precio del periódico por debajo de los de la competencia. Simultáneamente, los editores chinos hacían un buen trabajo en hacer que el Shen Bao fuera atractivo para el gusto de los lectores chinos. Al cabo de un año, Shen Bao forzó a que el Shanghai Xinbao saliera de operación y se constituyó en el único periódico chino de Shanghái hasta que en 1876 comenzó a ser editado el Xin Bao y en 1882 el Hu Bao.

## Importancia
Shen Bao desempeñó un rol central en la formación de la opinión pública a finales del siglo XIX. Por ejemplo vale citar la campaña que llevó adelante durante sus primeros años en contra de la nueva práctica de emplear mujeres jóvenes como camareras en los fumaderos de opio, lo cual "confunde la frontera entre lo que constituyen prácticas aceptables e inaceptables al colocar a las camareras en la posición ambigua e implícita de proveer servicios sexuales en los dens de opio. Peor aún, los fumaderos de opio que procedieron de esta manera se encontraban en su gran mayoría en la Concesión Francesa, lo cual vinculaba el tema con la presencia de extranjeros en Shanghai." Como consecuencia de la opinión en contra, esta práctica fue prohibida (aunque en la práctica no fue erradicada). 
El periódico "innovó en cuanto a tecnología de impresión, el uso del telégrafo, el empleo de un corresponsal militar (enviado a la Guerra Franco-China en Vietnam en 1884), y el uso de y el uso de la lengua vernácula (baihua)" ; rápidamente estableció su reputación como uno de los mejores de China, en 1909 la propiedad del periódico es transferida a empresarios chinos, y hacia acomienzos del siglo XX su impresión era de 30,000 ejemplares por día, 9,000 distribuidos en Shanghai y el resto en otras partes de China. "Para comienzos de 1920 su circulación alcanzaba 50,000 ejemplares; y a finales de la década llegaba a lose 100,000; y unos 150,000 ejemplares a mediados de la década de 1930." Las oficinas del periódico se encontraban en el International Settlement, "a una calle de la Estación Central de Policía."
Shen Bao se fundó como periódico comercial, y políticamente se mantuvo conservador durante sus tres primeras décadas, apoyando al gobierno Qing. En 1905 comenzó a cambiar su orientación, citando los lemas constitucionalistas de Liang Qichao el día de Año Nuevo; en 1907 fue vendido a Xi Zipei (1867-1929), su antiguo comprador, que "era propietario de la operación editorial mejor capitalizada de Shanghai, Zhongguo tushu gongsi (Compañía de Bibliotecas Chinas)" y estaba bajo la influencia de Zhang Jian, y se convirtió en un periódico moderadamente liberal que apoyaba firmemente el movimiento constitucional".En 1912 el control fue transferido a Shi Liangcai."En la década de 1930, Shi apoyó firmemente la Alianza para la Defensa de los Derechos Humanos, creada por Soong Qing Ling, segunda esposa del líder revolucionario Sun Yat-sen, junto a Cai Yuanpei y Lu Xun".